# العلاقات السورينامية الصربية
العلاقات السورينامية الصربية هي العلاقات الثنائية التي تجمع بين سورينام وصربيا.

## مقارنة بين البلدين
هذه مقارنة عامة ومرجعية للدولتين:
| وجه المقارنة                                              | سورينام                        | صربيا                                                      |
| --------------------------------------------------------- | ------------------------------ | ---------------------------------------------------------- |
| المساحة (كم2)                                             | 163.27 ألف                     | 88.36 ألف                                                  |
| عدد السكان (نسمة)                                         | 563.40 ألف                     | 7.02 مليون                                                 |
| الكثافة السكانية (ن./كم²)                                 | 3.45                           | 79.45                                                      |
| العاصمة                                                   | باراماريبو                     | بلغراد                                                     |
| اللغة الرسمية                                             | اللغة الهولندية                | اللغة الصربية                                              |
| العملة                                                    | دولار سورينامي، غيلدر سورينامي | دينار صربي                                                 |
| الناتج المحلي الإجمالي (بليون دولار)                      | 3.32 مليار                     | 41.43 مليار                                                |
| الناتج المحلي الإجمالي (تعادل القوة الشرائية) بليون دولار | 9.07 مليار                     | 100.13 مليار                                               |
| الناتج المحلي الإجمالي الاسمي للفرد دولار أمريكي          | 9.48 ألف                       | 5.24 ألف                                                   |
| الناتج المحلي الإجمالي للفرد دولار أمريكي                 | 16.64 ألف                      | 13.59 ألف                                                  |
| مؤشر التنمية البشرية                                      | 0.714                          | 0.771                                                      |
| رمز المكالمات الدولي                                      | +597                           | +381                                                       |
| رمز الإنترنت                                              | .sr                            | .rs، .срб ‏                                                 |
| المنطقة الزمنية                                           | 00                             | توقيت وسط أوروبا، ت ع م+01:00، ت ع م+02:00، أوروبا/بلغراد ‏ |

## منظمات دولية مشتركة
يشترك البلدان في عضوية مجموعة من المنظمات الدولية، منها:
| علم المنظمة | اسم المنظمة                        | تاريخ انضمام سورينام | تاريخ انضمام صربيا |
| ----------- | ---------------------------------- | -------------------- | ------------------ |
|             | يونسكو                             | 16 يوليو 1976        | 20 ديسمبر 2000     |
|             | وكالة ضمان الاستثمار متعدد الأطراف | 2 يوليو 2003         | 19 مارس 1993       |
|             | الأمم المتحدة                      | 4 ديسمبر 1975        | 1 نوفمبر 2000      |
|             | الاتحاد البريدي العالمي            | ?                    | ?                  |
|             | البنك الدولي للإنشاء والتعمير      | 27 يونيو 1978        | 25 فبراير 1993     |
|             | المنظمة الهيدروغرافية الدولية      | ?                    | ?                  |
|             | الاتحاد الدولي للاتصالات           | 15 يوليو 1976        | 1 يونيو 2001       |
|             | منظمة حظر الأسلحة الكيميائية       | ?                    | ?                  |
|             | مؤسسة التمويل الدولية              | 1 سبتمبر 2011        | 25 فبراير 1993     |
|             | منظمة الشرطة الجنائية الدولية      | ?                    | ?                  |

## وصلات خارجية
- موقع وزارة الخارجية السورينامية
- موقع وزارة الخارجية الصربية